# 曠鳴鸞
曠鳴鸞（1582年—？），字思恭，號聲和，江西吉安府廬陵縣人，明朝政治人物。

## 生平
萬曆三十四年（1606年）丙午科江西鄉試第六十六名舉人，三十五年（1607年）聯捷丁未科會試第一百十二名，三甲第九十六名進士。通政司觀政，授丹陽縣知縣，四十六年（1618年）升兵部武庫司主事，天啟三年（1623年）改禮部儀制司主事，四年（1624年）升尚寶司丞，同年升尚寶司少卿，五年（1625年）謫尚寶司丞，崇禎四年（1631年）改光祿寺丞。

## 家族
曾祖曠愛；祖父曠宜靖；父曠良吾。慈侍下。兄曠參乾、曠贊乾、曠承乾，弟曠鳴鳳、曠鳴凰。